# Кам'яниця «Амброзія»

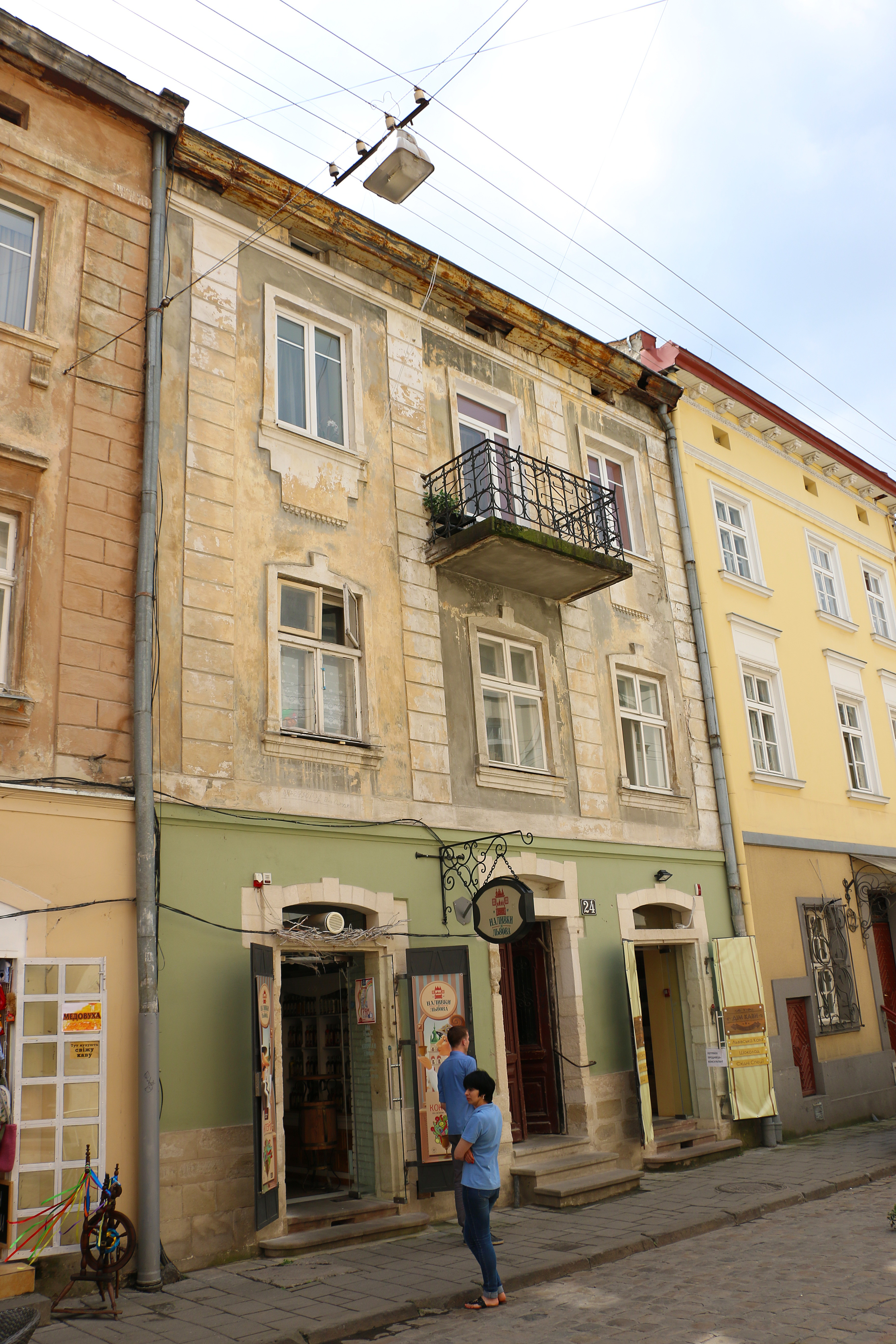
Кам'яниця «Амброзія»

Кам'яниця «Амброзія» — житловий будинок на вулиці Староєврейська, 24 у Львові. Занесений до Реєстру пам'яток архітектури і містобудування України національного значення з охоронним номером 1299.

## Історія
Історія кам'яниці розпочинається з XVII століття. Її будували на початку століття Амброзій Прихильний та Адам Покора. Власником кам'яниці у XVII столітті був архітектор Яків Боні. Тому У XVIII столітті будинок мав назву кам'яниця Боне. Після смерті Боні власником будинку за заповітом став Шпиталь святого Лазаря. У 1788 році будинок біля шпиталю викупив Іцхак Варінґер. Він запросив будівничого Йосифа Дубльовського, який у 1791 році виконав будівельні роботи, перебудувавши кам'яницю до сучасного вигляду. Наступними власниками з 1871 року були Біґельайзен і Беґлюктер. У 1916 році будинок придбали Зімхе Вольф Шляйфер та співвласники.
На початку ХХ століття до кам'яниці прибудували балкон.

## Опис кам'яниці
Кам'яниця «Амброзія»- це триповерховий будинок шириною у три вікна. Фасад будинку оздоблений рустованими лопатками у стилі початку ХІХ століття. Будинок має балконом початку ХХ століття.

## Сьогодення
Наразі кам'яниця входить до Реєстру пам'яток архітектури національного значення (охоронний № 1299). Будинок житловий.